# Fortalesa Berdavan
La fortalesa Berdavan o també conegut com a castell de Berdavan o Ghalinjakar (en armeni: Բերդավանի ամրոց) està situada en un pujol prop de la frontera amb Azerbaidjan i de la població de Berdavan a la Província de Tavuix d'Armènia. Es troba a 664 metres sobre el nivell del mar.

## Història
Es creu que originalment va ser construït entre els segles x i xi, però, l'estructura actual és més probable que pertanyi al període medieval tardà del segle XVII durant el qual es va reconstruir el castell. És probable que el temple de Ghalinjakar, esmentat en l'obra d'un anònim historiador georgiano del segle xiii, fora de fet Berdavan.
Algunes reconstruccions addicionals van tenir lloc en la dècada de 1980. Les ruïnes van ser buidades per la part exterior, i les parts superiors de construcció deficient i torres descompostes es van reconstruir. Les dues torres del nord-est estan sent reconstruïdes al segle XXI. Les excavacions arqueològiques en el lloc han posat al descobert plaques de ceràmica, destrals de metall i altres elements que donen una visió de la vida d'aquells que van habitar i van treballar en Berdavan.

## Arquitectura

### Fortalesa
La fortalesa presenta una planta triangular amb murs de defensa units entre si per onze torres exteriors semicilíndricas. A causa de la topografia en pendent del terreny, les torres varien en altura de 5,5 metres en l'extrem sud-oest a 10,5 metres en l'extrem nord-oest. Els murs de la fortificació presenten un gruix d'1,2 metres, en el mur occidental es troba l'única entrada a l'interior d'un metre d'ample.
Dins dels murs de la fortalesa es trobaven magatzems i altres edificis, així com un passadís secret que en cas de setge es podia utilitzar com a sortida des de la fortalesa al canó, part d'aquest camí, amb l'altura d'un ésser humà, encara pot veure's en la part inferior de la torre situada en la cantonada de l'est, a l'interior d'ella es troba la porta al passadís.

### Església
L'estructura de l'església va ser construïda al voltant del període medieval tardà cap al segle X a causa de la distribució, elements decoratius i la tècnica de construcció. Les ruïnes es troben a uns 200 metre al sud-oest de la fortalesa i consten d'una tripe nau central amb un cementiri i la capella adjacent. Els murs de l'església segueixen en peus a la seva altura original, encara que el sostre s'ha esfondrat i parts de l'estructura es troben enterrades. Les parets estan edificades amb pedra de felsita lleugerament llaurada de color groguenc, amb alguns fragments de jachkar incrustats en l'exterior.
Solament té un portal en la paret nord, probablement construït a partir de pedres preses d'un altre monument. Per sobre de l'entrada hi ha un timpà adintelado. Dos cèrcols de ferros situats a cada costat del portal indiquen que va haver-hi alguna vegada un atri de fusta. L'interior era de planta rectangular de 12,55 x 7,75 metres, que va ser dividit en tres naus per un parell d'arcs, les restes d'arcs i les seves bases es troben per sobre d'on estaven els pilars d'inserció, mentre que els arcs que abastaven les naus han desaparegut. En el costat oriental del temple es troba un absis semicircular amb dues sales d'oració adjacents a cada costat. En unes parets d'una capella independent a uns 50 metres al sud de l'església s'alcen dues jachkars sobre un alt pedestal pertanyents als segles XII o XIII.
En el cementiri hi ha una gran pedra jachkar, tallada en forma de creu i assentada sobre un pedestal en forma de galleda. En el front de la jachkar es troben tallades en baix relleu creus i figures humanes separats en panells.